# Šutci
Šutci (en serbe cyrillique : Шутци) est un village de Serbie situé dans la municipalité de Ljig, district de Kolubara. Au recensement de 2011, il comptait 550 habitants.

## Démographie

### Évolution historique de la population
| 1948  | 1953  | 1961  | 1971 | 1981 | 1991 | 2002 | 2011 |
| ----- | ----- | ----- | ---- | ---- | ---- | ---- | ---- |
| 1 067 | 1 051 | 1 050 | 936  | 840  | 736  | 627  | 550  |

|  |